# Vulgus
Vulgus (バルガス?, Barugasu) è un videogioco arcade sparatutto a scorrimento verticale con un'astronave, cronologicamente il primo videogioco edito dalla software house giapponese Capcom, nel 1984.
Capcom of America ha pubblicato sul proprio sito una versione completa e freeware di Vulgus.
Il gioco farà poi parte anche della raccolta di classici arcade Capcom Classic Collection, edita per PlayStation 2 e Xbox.

## Modalità di gioco
Il giocatore impersona il pilota di un'astronave che ha come unico compito quello di farsi strada attraverso un'orda incalzante di mezzi nemici.
Lo scorrimento principale è verticale, ma differentemente dalla maggior parte degli sparatutto dei suoi tempi, l'area di gioco orizzontale non è limitata alla larghezza dello schermo, ma è possibile spostarsi, fino a un certo limite, ulteriormente verso sinistra o verso destra.
La struttura dell'intero gioco è molto elementare, ma al contempo fonda le basi su cui prenderanno spunto tutti i futuri sparatutto bidimensionali. Vulgus è formato da un singolo, enorme livello che si protrae all'infinito, durante il quale però l'ambientazione non rimane perennemente statica, bensì varia fra diverse sezioni a tema, alcune per esempio ambientate sulla superficie di un pianeta e altre nello spazio profondo.
Il cabinato originale, oltre naturalmente al joystick per il movimento, dispone di due singoli tasti, uno per sparare normali proiettili (munizioni illimitate), uno per lanciare un potente missile (munizioni limitate) capace di distruggere le astronavi nemiche più grandi, e perforare quelle più piccole.
Per ricaricare di un'unità il proprio numero di missili è necessario raccogliere dei power-up indicati dal simbolo POW, largamente riutilizzati poi in seguito anche nei successivi sparatutto iniziali marcati Capcom, fra cui 1941 - Counter Attack, Bionic Commando ed Exed Exes con scopi vari e diversi.
Il gioco supporta due giocatori, che si alternano ogni volta che viene persa una vita. Ogni giocatore dispone di tre vite.